# Altenthann
Altenthann è un comune tedesco di 1 567 abitanti, situato nel land della Baviera.